# I Will Not Bow
«I Will Not Bow» es una canción de la banda estadounidense de metal alternativo Breaking Benjamin. Fue lanzado el 11 de agosto de 2009 como el primer sencillo de su cuarto álbum de estudio Dear Agony, editado en septiembre de 2009. 
La canción no fue escrita específicamente para la película, pero según el baterista Chad Szeliga, "Ben envió algunas canciones a nuestro sello discográfico, Hollywood Records", que es propiedad de Disney, quienes luego decidieron que "querían una canción de Breaking Benjamin para esta película".

## Lanzamiento
El sencillo originalmente estaba planeado para ser añadido a la página de Myspace de la banda a las 12:00 AM del miércoles 12 de agosto de 2009, antes de su primera reproducción en la radio en la estación de radio de St. Louis, 105.7 The Point, junto con una entrevista con Aaron Fink en el programa de Woodie y Rizzuto más tarde esa mañana. Sin embargo, el martes por la tarde, 11 de agosto, The Point fue robada por la estación de radio 97.9X (WBSX) de Wilkes-Barre, Pensilvania (la ciudad natal de Breaking Benjamin) que reprodujo el single antes de la fecha de lanzamiento prevista por Hollywood Records. Esto provocó un estreno anticipado en la página de Myspace de Breaking Benjamin. La canción fue añadida a las 8:00 PM, hora del Este, el 11 de agosto de 2009.
La canción estuvo disponible en iTunes el 31 de agosto de 2009 y es una pista descargable para el videojuego Rock Band.

## Video musical
El video musical de "I Will Not Bow" fue lanzado en el Myspace de la banda el 21 de agosto de 2009. Presentaba fragmentos de la película Surrogates. El video fue filmado en el World Trade Center 7, pero no tiene conexión ni significado significativo que tenga que ver con los eventos del 11 de septiembre, como lo afirmó Aaron Fink en su entrevista con Point el 13 de agosto de 2009. El video fue dirigido por Rich Lee, quien también dirigió para Evanescence. Lee eligió la ubicación, sintiendo que era un lugar inquietante para filmar.
El video presenta varias tomas del cantante Benjamin Burnley caminando por un pasillo cantando en un micrófono, así como tomas de la banda tocando junta y escenas de la película. También hay una chica que sube a un ascensor y llega al mismo piso en el que está la banda. Se sienta en un sofá frente a un conjunto de televisores, todos ellos mostrando escenas de la película o de la banda tocando. Hacia el final del video, los miembros de la banda se desploman, dejando caer sus instrumentos, al igual que la chica. Luego, el video muestra a Burnley atado a una de las sillas de la película, durante la cual se sienta y se quita la máscara, revelando que los propios miembros de la banda estaban usando sustitutos.

## Lista de canciones
| Sencillo promocional |                                  |          |  |
| N.º                  | Título                           | Duración |  |
| 1.                   | «I Will Not Bow (versión álbum)» | 3:38     |  |
| 2.                   | «I Will Not Bow»                 | 3:39     |  |
| 3.                   | «I Will Not Bow»                 | 3:39     |  |
| 4.                   | «Call-Out Hook»                  | 0:08     |  |

## Posicionamiento en lista
| Lista (2009)                                  | Posición |
| --------------------------------------------- | -------- |
| Canadá (Canadian Hot 100)                     | 98       |
| Canadá (Canada Rock)                          | 37       |
| Estados Unidos (Billboard Hot 100)            | 40       |
| Estados Unidos (Hot Rock & Alternative Songs) | 1        |